# Near East B.C.
El  Near East B.C. es un club de baloncesto griego fundado en 1927, siendo por tanto uno de los equipos profesionales de baloncesto más antiguos del país. El equipo juega sus partidos en el Near East Indoor Arena en Kaisariani, un suburbio de Atenas.

## Historia
Fue uno de los equipos que participaron en el primer torneo Pan-Helénico que tuvo lugar en Tesalónica (Grecia). En 1936 ganó su primer título oficial al ganar la liga griega de 1ª división, venciendo al equipo de baloncesto de la Universidad de Atenas en Tesalonica. En 1937 quedó subcampeón precisamente por detrás de la  Universidad de Atenas, que se proclamó vencedor.
En 1998 se proclamó campeón por primera vez de la liga griega de 2ª división. En los años siguientes participó en la Copa Korać 1999-00 siendo eliminado en dieciseisavos de final por el Peristeri BC y en la Copa Korać 1999-00 cayendo en octavos de final ante el Pallacanestro Trieste. En 2002 el club compitió por última vez hasta la fecha en la liga griega de 1ª división.

## Palmarés
- 1 Liga de Grecia 1ª división: 1936
- 1 Liga de Grecia 2ª división: 1998